# 윈도우 3.0
윈도우 3.0(Windows 3.0)은 마이크로소프트 윈도우의 세 번째 버전의 운영 환경으로, 1990년 5월 22일에 발매되었다. 윈도우 3.0은 윈도우 버전 중에서 처음으로 널리 성공한 버전이며 GUI 대열에서 애플의 맥 OS와 코모도어의 아미가OS의 강력한 라이벌이 된다. 윈도우 3.0은 후에 윈도우 3.1x로 이어지게 된다.
윈도우 2.1x를 이어받은 윈도우 3.0은 이전 버전에 비해 사용자 인터페이스 부분에서 상당히 바뀌었으며 인텔의 80286과 80386 프로세서의 메모리 관리 기능의 더 나은 사용을 위한 기술적인 개선이 이루어졌다. MS-DOS용으로 작성된 텍스트 모드 프로그램도 창으로 열 수 있게 되었다. 그 외에도 멀티태스킹 기능이 좀 더 갖추어졌다. 하지만, 윈도우 3.0은 계속 DOS 접근을 필요로 하는 대다수 게임과 기타 오락용 프로그램들 때문에, 가정용 시장에서는 그다지 많이 사용되지 않았다.
"MS-DOS 실행"이 맡았던 파일 관리/프로그램 실행 역할은 아이콘을 기반으로 한 프로그램 관리자와 목록을 기반으로 한 파일 관리자로 바뀌었으며 덕분에 프로그램을 좀 더 쉽게 실행할 수 있게 되었다. 하지만 MS-DOS 실행은 이 둘을 대신하는 사용자 인터페이스 프로그램으로 계속 포함되었다.
제어판의 경우, 단순한 형태의 애플릿에서 벗어나 재구성되었다. 제어판은 시스템 설정의 중심으로, 비록 제한된 형태이긴 했지만 인터페이스의 색을 바꿀 수 있었다. 몇 개의 메모장과 라이트, 매크로 기록기, 계산기 같은 단순한 프로그램도 포함되었다. 게임 같은 경우 오델로 게임 뿐만 아니라, 솔리테어도 추가된다.
윈도우 3.0은 이전 윈도우에서 실행되던 프로그램과 100% 호환되는 마지막 윈도우였으며, 이 점이 광고되기도 했다.

## 메모리 모드
윈도우 3.0은 세 가지 다른 메모리 모드를 실행할 수 있는 유일한 윈도우다.
- 실제 모드 : 인텔 80286보다 낮은 CPU로 동작하는 오래된 컴퓨터를 위한 모드. 실제 모드에 상응한다.
- 표준 모드 : 80286 프로세서로 동작하는 컴퓨터를 위한 모드. 보호 모드에 상응한다.
- 386 호환 모드 : 인텔 80386 프로세서, 또는 그 이상의 프로세서로 동작하는 신형 컴퓨터를 위한 모드. 보호 모드와 가상 8086 모드에 상응한다.

## 멀티미디어 확장
1991년 가을에는 멀티미디어 확장이 나왔는데, 사운드 카드 지원 뿐만 아니라 널리 보급되기 시작하던 CD-ROM 드라이브도 지원했다. 멀티미디어 확장은 주로 CD-ROM 드라이브나 사운드 카드 제조 업체, OEM에게만 제공되었으며 그리고 오디오 입출력을 위한 기본적인 멀티미디어 지원 및 CD 오디오 플레이어 애플리케이션이 윈도우 3.0 이 추가되었다. 멀티미디어 확장의 새 기능들은 윈도우 3.0의 실제 모드에서는 사용할 수 없었다. 후에 윈도우 3.1x에서 멀티미디어 확장의 많은 기능들이 포함된다.
마이크로소프트에서는 이 확장을 보완하기 위해 윈도우 사운드 시스템을 개발했다.

## 한글판
한글판은 1991년 7월에 한글 윈도우 3.0으로 출시되었다. 5.25인치 1.2MB  플로피 디스크 5장이 제공되었고 따로 5장의 추가 글꼴 파일로 구성되어 있다. 역시 오델로와 솔리테어 게임이 기본으로 제공된다.

## 마케팅
윈도우 3.0부터는 IBM PC 호환 제조업체들이 윈도우를 미리 하드 드라이브에 설치하고 고객에게 배송했다. 제니스 데이터 시스템(Zenith Data Systems)은 과거 윈도우 1.0, 윈도우 2.0 때는 컴퓨터와 함께 플로피 디스켓들을 배송했으나 윈도우 3.0이 개발 초기 단계에 있을 때 미리 설치하고 고객에게 배송하기로 하였다. 실제로, 제니스에서는 마이크로소프트사에게 GUI를 보다 발전시키도록 강하게 압력을 넣었는데, 이유는 대학 시장에서 제니스의 직접적인 경쟁자인 애플을 의식해서였다.

## 같이 보기
- 윈도우 3.1x